# Chinasat
Chinasat é uma família de satélites de comunicação operados pela China Direct Broadcast Satellite Company. A série foi anteriormente operado pela China Satellite Communications Corporation, e antes pela China Telecommunications Broadcast Satellite Corporation que era propriedade do ministério dos correios e telecomunicações chinês.
Os satélites anteriormente operados pela Sino Satellite Communications Company e China Orient Telecommunications Satellite Company foram renomeados com designações Chinasat com as suas fusões com a China Satellite Communications Corporation para formar a China DBSAT. O ChinaSat 1 tornou-se Chinasat 5A, o Sinosat 1 tornou-se Chinasat 5B, e Sinosat 3 tornou-se Chinasat 5C.

## Frota
| Satélite     | Fabricante           | Data do lançamento      | Veiculo de lançamento | Estado        | Nota                                                                         |
| ------------ | -------------------- | ----------------------- | --------------------- | ------------- | ---------------------------------------------------------------------------- |
| Chinasat 1   |                      | 7 de março de 1988      | Longa Marcha 3        | Inativo       | Também conhecido por DFH-2A 2, STTW-2 e ZX-1                                 |
| Chinasat 1A  | CAST                 | 18 de novembro de 2011  | Longa Marcha 3B/G3    | Ativo         | Também conhecido por FH-2A e ZX-1A                                           |
| Chinasat 1B  | CAST                 |                         | Longa Marcha 3B/G3    | Em construção | Também conhecido por FH-2B e ZX-1B                                           |
| Chinasat 1C  | CAST                 | 9 de dezembro de 2015   | Longa Marcha 3B/G3    | Ativo         | Também conhecido por FH-2C e ZX-1C                                           |
| Chinasat 1D  | CAST                 | 26 de novembro de 2021  | Longa Marcha 3B/E     | Ativo         | Também conhecido por FH-2D e ZX-1D                                           |
| Chinasat 1E  | CAST                 | 13 de setembro de 2022  | Longa Marcha 7A       | Ativo         | Também conhecido por FH-2E e ZX-1E                                           |
| Chinasat 2   |                      | 22 de dezembro de 1988  | Longa Marcha 3        | Inativo       | Também conhecido por DFH-2A 3, STTW-3 e ZX-2                                 |
| Chinasat 2A  | CAST                 | 26 de maio de 2012      | Longa Marcha 3B/G3    | Ativo         | Também conhecido por ST-2A e ZX-2A                                           |
| Chinasat 2B  | CAST                 |                         | Longa Marcha 3B/G3    | Em construção | Também conhecido por ST-2B e ZX-1C                                           |
| Chinasat 2C  | CAST                 | 3 de novembro de 2015   | Longa Marcha 3B/G3    | Ativo         | Também conhecido por ST-2C e ZX-2C                                           |
| Chinasat 2D  | CAST                 | 10 de janeiro de 2019   | Longa Marcha 3B/E     | Ativo         | Também conhecido por ST-2D e ZX-2D                                           |
| Chinasat 3   |                      | 4 de fevereiro de 1990  | Longa Marcha 3        | Inativo       | Também conhecido por DFH-2A 4, STTW-4 e ZX-3                                 |
| Chinasat 3A  | CAST                 | 29 de junho de 2024     | Longa Marcha 7A       | Ativo         | Também conhecido por ZX 3A                                                   |
| Chinasat 3B  | CAST                 | 20 de maio de 2025      | Longa Marcha 7A       | Ativo         | Também conhecido por ZX 3B                                                   |
| Chinasat 4   |                      | 28 de dezembro de 1991  | Longa Marcha 3        | Fracassou     | Também conhecido por DFH-2A 5, STTW-5 e ZX-4                                 |
| Chinasat 4A  | CAST                 | 22 de agosto de 2024    | Longa Marcha 7A       | Ativo         | Também conhecido por ZX 4A                                                   |
| Chinasat 5   | RCA Astro            | 23 de maio de 1984      | Ariane 1              | Inativo       | Também conhecido por Spacenet 1 e ZX-5                                       |
| Chinasat 5A  | Lockheed Martin      | 30 de maio de 1998      | Longa Marcha 3B       | Ativo         | Também conhecido por Zhongwei 1, ChinaStar 1 e ZX-5A                         |
| Chinasat 5B  | Aerospatiale         | 18 de julho de 1998     | Longa Marcha 3B       | Inativo       | Também conhecido por Sinosat 1, Xinnuo 1, ZX-5B, Intelsat APR-1 e PSN-5      |
| Chinasat 5C  | CAST                 | 31 de maio de 2007      | Longa Marcha 3A       | Ativo         | Também conhecido por Sinosat 3, Xinnuo 3, ZX-5C e Eutelsat 3A                |
| Chinasat 5D  | Hughes               | 3 de julho de 1996      | Longa Marcha 3        | Inativo       | Também conhecido por APStar 1A e ZX-5D                                       |
| Chinasat 5E  | Hughes               | 21 de julho de 1994     | Longa Marcha 3        | Inativo       | Também conhecido por APStar 1 e ZX-5E                                        |
| Chinasat 5R  | RCA Astro            | 10 de novembro de 1984  | Ariane 3              | Inativo       | Também conhecido por Spacenet 2 e ZX-5R                                      |
| Chinasat 6   | CAST                 | 11 de maio de 1997      | Longa Marcha 3A       | Inativo       | Também conhecido por DFH-3 2 e ZX-6                                          |
| Chinasat 6A  | CAST                 | 4 de setembro de 2010   | Longa Marcha 3B/G2    | Ativo         | Também conhecido por Sinosat 6, Xinnuo 6 e ZX-6A                             |
| Chinasat 6B  | Alcatel Alenia Space | 5 de julho de 2007      | Longa Marcha 3B       | Ativo         | Também conhecido por ZX-6B                                                   |
| Chinasat 6C  | CAST                 | 9 de março de 2019      | Longa Marcha 3B/E     | Ativo         | Também conhecido por ZX-6C                                                   |
| Chinasat 6D  | CAST                 | 15 de abril de 2022     | Longa Marcha 3B/E     | Ativo         | Também conhecido por ZX 6D                                                   |
| Chinasat 6E  | CAST                 | 9 de novembro de 2023   | Longa Marcha 3B/E     | Ativo         | Também conhecido por ZX 6E                                                   |
| Chinasat 7   | Hughes               | 18 de agosto de 1996    | Longa Marcha 3        | Fracassou     | Também conhecido por HGS 2 e ZX-7                                            |
| Chinasat 8   | Space Systems/Loral  | 7 de julho de 2008      | Ariane 5 ECA          | Ativo         | Anteriormente também foi denominado de ZX-8 e ProtoStar 1. Atual Intelsat 25 |
| Chinasat 9   | Alcatel Space        | 9 de julho de 2008      | Longa Marcha 3B       | Ativo         | Também conhecido por ZX-9                                                    |
| Chinasat 9A  | CAST                 | 18 de junho de 2017     | Longa Marcha 3B       | Ativo         | Também conhecido por Sinosat 4, Xinnuo 4 e ZX-9A                             |
| Chinasat 9B  | CAST                 | 9 de setembro de 2021   | Longa Marcha 3B/E     | Ativo         | Também conhecido por ZX-9B                                                   |
| Chinasat 9C  | CAST                 | 20 de junho de 2025     | Longa Marcha 3B/E     | Ativo         | Também conhecido por ZX-9C                                                   |
| Chinasat 10  | CAST                 | 20 de junho de 2011     | Longa Marcha 3B/G2    | Ativo         | Também conhecido por Sinosat 5, Xinnuo 5 e ZX-10                             |
| Chinasat 10R | CAST                 | 22 de fevereiro de 2025 | Longa Marcha 3B/E     | Ativo         | Também conhecido por ZX 10R                                                  |
| Chinasat 11  | CAST                 | 1 de maio de 2013       | Longa Marcha 3B/G2    | Ativo         | Também conhecido por ZX-11                                                   |
| Chinasat 12  | Thales Alenia Space  | 27 de novembro de 2012  | Longa Marcha 3B/G2    | Ativo         | Também conhecido por APStar 7B, ZX-12, SupremeSat 1, Thalsat 5P e ZX-12A     |
| Chinasat 15  | CAST                 | 15 de janeiro de 2016   | Longa Marcha 3B/E     | Ativo         | [ 32 ]                                                                       |
| Chinasat 16  | CAST                 | 12 de abril de 2017     | Longa Marcha 3B/E     | Ativo         | [ 33 ]                                                                       |
| Chinasat 18  | CAST                 | 19 de agosto de 2019    | Longa Marcha 3B/E     | Ativo         | Também conhecido por ZX 18                                                   |
| Chinasat 19  | CAST                 | 5 de novembro de 2022   | Longa Marcha 3B/E     | Ativo         | Também conhecido por ZX 19                                                   |
| Chinasat 20  | CAST                 | 14 de novembro de 2003  | Longa Marcha 3A       | Ativo         | Também conhecido por ST-1 e ZX-20                                            |
| Chinasat 20A | CAST                 | 24 de novembro de 2010  | Longa Marcha 3A       | Ativo         | Também conhecido por ST-1B e ZX-20A                                          |
| Chinasat 22  | CAST                 | 25 de janeiro de 2000   | Longa Marcha 3A       | Inativo       | Também conhecido por FH-1A e ZX-22                                           |
| Chinasat 22A | CAST                 | 12 de setembro de 2006  | Longa Marcha 3A       | Ativo         | Também conhecido por FH-1B e ZX-22A                                          |
| Chinasat 26  | CAST                 | 23 de fevereiro de 2023 | Longa Marcha 3B/E     | Ativo         | Também conhecido por ZX 26                                                   |